# Shandong (17)
El Shandong (17) (en chino: 中国人民解放军海军山东舰（17), llamado durante su construcción Tipo 002, a veces Tipo 001A) es un portaaviones chino de primera generación que se lanzó el 26 de abril de 2017 para la Armada del Ejército Popular de Liberación (PLAN) de China. Es el segundo portaaviones del país después de la finalización del Liaoning, y el primero construido a nivel nacional con su propia industria militar. Operativo desde diciembre de 2019.

## Historial

### Construcción

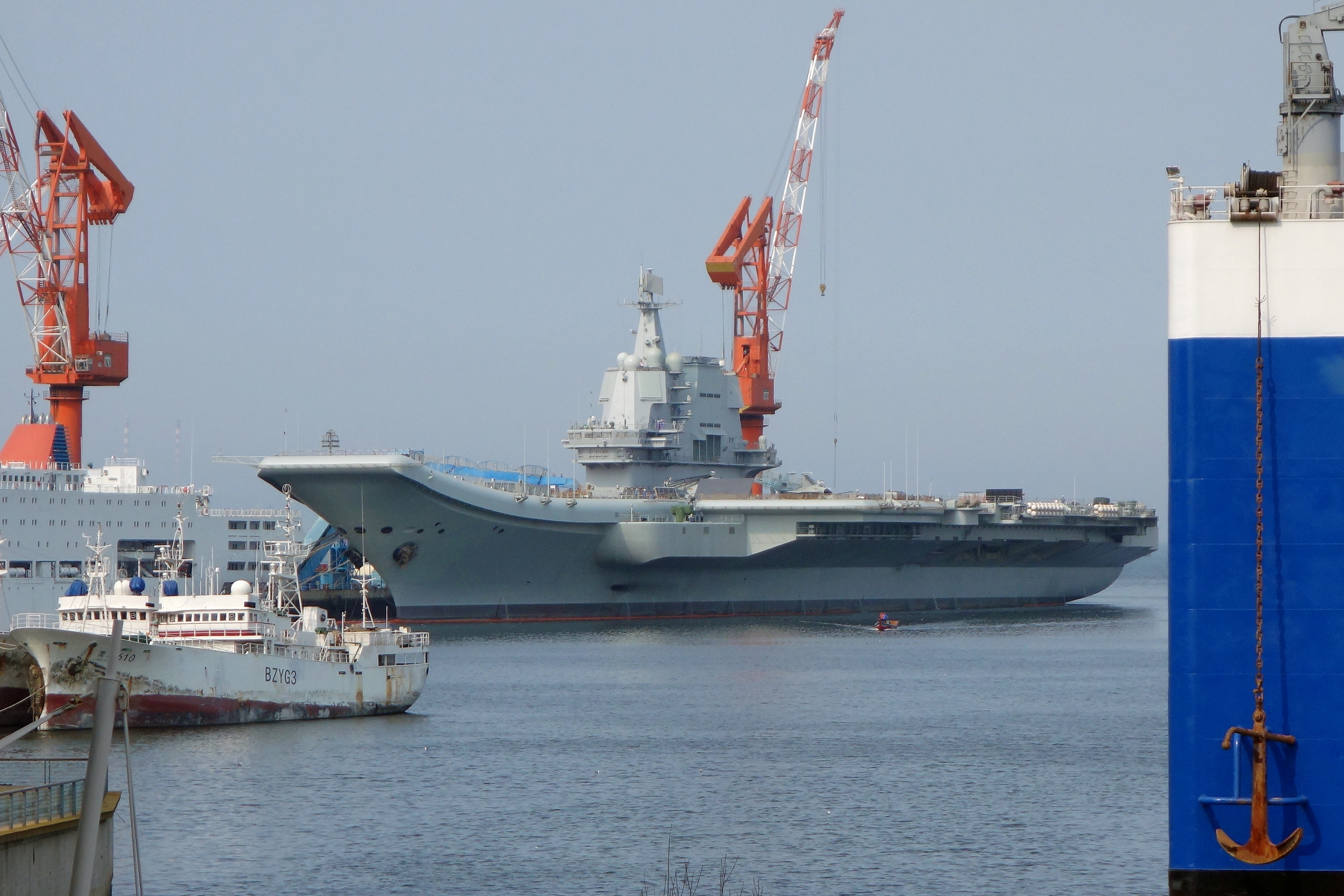
Portaaviones Shandong (17) en construcción, en 2019.

El Tipo 002 en 2019.

El portaaviones fue construido por Dalian Shipbuilding Industry Company, parte de China Shipbuilding Industry Corporation, en Dalian, provincia de Liaoning, China. Según el servicio estatal de medios Xinhua, la embarcación comenzó a fabricarse en noviembre de 2013, para marzo del 2015 comenzó a construirse la quilla. El gobierno chino no confirmó públicamente la existencia del barco hasta que la construcción estaba en marcha. Las imágenes por satélite para la industria del análisis de defensa mostraron al portaaviones en las primeras etapas del ensamblaje del casco en marzo de 2015. Las fotografías publicadas en internet al mes siguiente mostraban un casco con características militares en el astillero de Dalian. En octubre de 2015, aparecieron los primeros signos definitivos del papel del buque cuando comenzó la construcción de una cubierta de hangar en el casco. En diciembre de 2015, un portavoz del ministerio de defensa chino confirmó que el barco era un portaaviones, afirmando que el trabajo de diseño y construcción estaba en marcha.
En mayo de 2016, se observó que la rampa de despegue del salto para aviones estaba cerca de la instalación. La superestructura de la isla del barco se fabricó en dos partes: la mitad delantera de nueve cubiertas, que contenía el puente y el mástil principal, se instaló en septiembre de ese año, mientras que la mitad posterior, con el embudo y las tomas de aire, se instaló en las semanas siguientes. A finales de 2016, el barco estaba sustancialmente estructuralmente completo.
El portaaviones Tipo 002 se lanzó el 26 de abril de 2017. El nombre del portaaviones no se reveló en la ceremonia de lanzamiento, aunque informes anteriores habían especulado que el portaaviones se llamará Shandong después de la provincia del mismo nombre. Foxtrot Alpha también ha afirmado que el portaaviones en realidad se designa Tipo 002 en lugar de Tipo 001A.

### Equipamiento
Después del lanzamiento, el vehículo fue equipado y se sometió a pruebas tempranas del sistema de propulsión. Después de completar el equipamiento en noviembre de 2017, comenzaron las pruebas del sistema de muelle.
En el momento de su lanzamiento, no se esperaba que el barco fuera entregado a PLAN hasta 2020; sin embargo, las primeras pruebas exitosas adelantaron el proyecto y los informes de los medios indicaron que podría ingresar a la flota naval en 2019. Si bien su predecesor Liaoning se ha utilizado en gran medida como un barco de entrenamiento desde que entró en servicio activo en 2012, el se espera que el Tipo 002 se use en el servicio operativo militar regular.

### Pruebas de mar

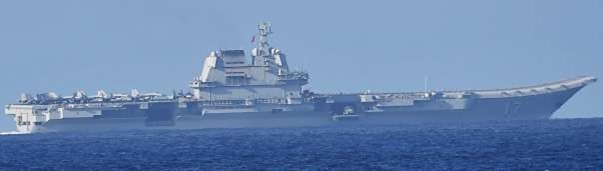
Vista de estribor del Shandong (17) en 2023.

Las primeras pruebas de mar del Tipo 002 ocurrieron en mayo de 2018 en el mar de Bohai. Los ensayos continuaron hasta agosto de 2019.
Se espera que el portaaviones ingrese al servicio naval a fines de 2019.
El 17 de diciembre de 2019 China anunció que era plenamente operativo. Se le puso el nombre de Shandong (17).

## Historial operativo

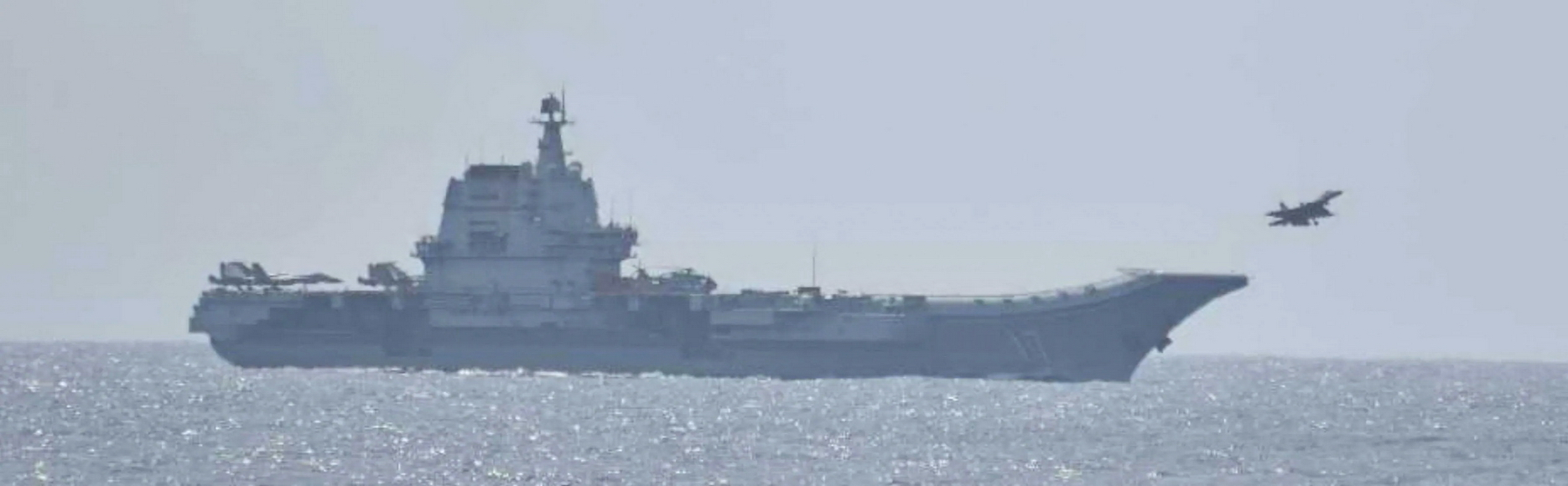
Avión de combate Shenyang J-15 despegando desde el Shandong durante ejercicios militares en aguas cercanas a Taiwán, año 2023.

Durante los ejercicios militares United Sharp Sword de abril de 2023, el Shandong estuvo desplegado en el Mar de Filipinas, donde simuló ataques aéreos y marítimos contra el vecino Taiwán desde aguas cercanas a Okinawa, según un informe del Ministerio de Defensa de Japón. Varios aviones de combate y helicópteros de la Armada del EPL despegaron y aterrizaron en el portaaviones 120 veces en 48 horas, y el portaaviones junto con otros tres buques de guerra y un buque de apoyo llegaron a 230 kilómetros de las islas Miyako de Japón.
El Ministerio de Defensa de Taiwán también publicó un mapa que mostraba cuatro aviones de combate Shenyang J-15 volando hacia el este de la isla, y el ejército chino confirmó más tarde que aviones de combate del Shandong cargados con munición real habían "llevado a cabo múltiples oleadas de ataques simulados contra objetivos importantes". El Shandong y otros buques que lo acompañaban (un destructor Tipo 055, dos destructores Tipo 052D , dos fragatas Tipo 054A y un único barco de reabastecimiento Tipo 901) navegaron posteriormente hacia el este, hacia el Océano Pacífico, llegando en un momento a 600 kilómetros de Guam, antes de girar finalmente hacia el oeste y entrar en el Mar de la China Meridional a través del Canal de Bashi a finales de abril.

## Diseño

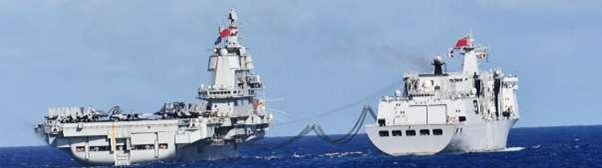
El Shandong siendo reabastecido en 2023.

El diseño del portaaviones se basa en gran medida en el primer portaaviones de China, el Liaoning, que fue construido a partir del casco parcialmente completo del portaaviones soviético Varyag, de la clase Almirante Kuznetsov. Conserva el despegue del salto de esquí , lo que limita su ala aérea a helicópteros y aviones de combate Shenyang J-15, y el barco está propulsado por calderas convencionales alimentadas por petróleo que impulsan ocho turbinas de vapor derivadas del diseño soviético instalado en el Liaoning. Mide unos 315 metros (1.033 pies) de largo, con un desplazamiento de aproximadamente 55,000 toneladas (70,000 cargadas).
Sin embargo, lleva modificaciones y actualizaciones en comparación con el Liaoning. Ha aumentado el almacenamiento de municiones y combustible, con una mayor capacidad de 44 aviones, ocho más que Liaoning. Tiene una cubierta de vuelo más amplia, mientras que la superestructura de la isla en el Tipo 002 también es más corta para dar más espacio para los movimientos de la aeronave. La isla también ha rediseñado radares y un nuevo puente, mientras que el comando de la flota y la torre de control de vuelo están en pisos separados para mayor eficiencia. Incluye un sistema de radar activo de exploración escaneada electrónicamente (AESA).
Se prevé que los futuros portaaviones, como el portaaviones Tipo 003, utilicen un Sistema de lanzamiento de aeronaves electromagnético (EMALS) que permita el lanzamiento de aviones más pesados, así como de aviones más avanzados como el Shenyang J-31 o el Chengdu J-20.